# San Nicolò (isola)
San Nicolò, San Niccolò o San Nicola (in croato Sveti Nikola) è un isolotto disabitato della Croazia, situato lungo la costa occidentale dell'Istria, a nord del canale di Leme.
Amministrativamente appartiene al comune di Parenzo, nella regione istriana.
San Nicolò è coperta da una pineta ed ospita due strutture alberghiere, di cui una in parte ricavata in un piccolo castello in stile toscano costruito nel Novecento. Sull'isola si trovano anche le rovine dell'abbazia benedettina di S. Nicolò, ricostruita nel XV secolo sopra l'antica abbazia di Sant'Anastasio sorta in epoca romana da parte dei monaci basiliani, e di un torrione risalenti al XV secolo eretta dai veneziani come lanterna per i navigli che entravano nel porto di Parenzo.

## Geografia

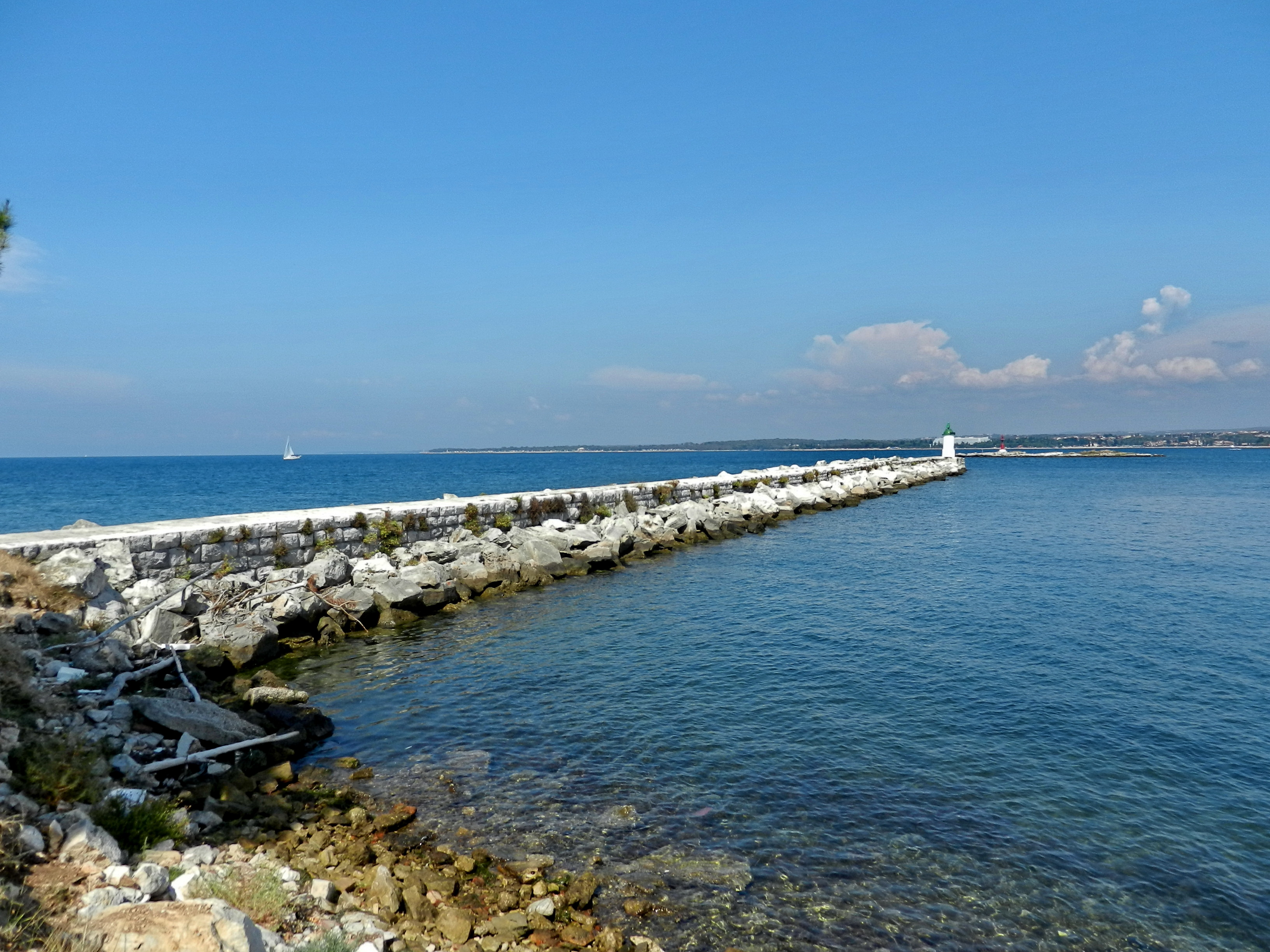
Il faro nella parte settentrionale di San Nicolò e, oltre, lo scoglio di Barbaran

San Nicolò chiude a ovest il porto di Parenzo (luka Poreč) e si trova poco a nordovest dell'insenatura di valle dei Preti (Velika uvala) e di punta Barè (rt Bare). Nel punto più ravvicinato, dista 400 m dalla terraferma (punta Grossa).
San Nicolò è un isolotto allungato dalla forma irregolare, orientato in direzione nordovest-sudest, che misura 620 m di lunghezza e 320 m di larghezza massima. Ha una superficie di 0,124 km² e uno sviluppo costiero di 2,105 km. Al centro, raggiunge un'elevazione massima di 25,5 m s.l.m. Un faro si trova all'estremità di un lungo pontile nel nord dell'isola.

### Isole adiacenti
- Barbaran (Barbaran), scoglio situato 390 m a nord-nordest di San Nicolò.
- Sarafel[11] o Raffaello[6] (hrid Sarafel), piccolo scoglio rotondo situato 180 m a est-sudest di San Nicolò. Ha un diametro di circa 34 m[19] e una superficie di 1788 m²[9][20]. (45°13′18.8″N 13°35′26″E)
- Calbula[5][21] o Calbola[6] (Karbula), altro piccolo scoglio rotondo situato 115 m a nordovest di San Nicolò. Ha un diametro di 34 m[22] e una superficie di 1722 m²[9]. (45°13′37.5″N 13°34′53″E)

### Cartografia
- (HR) Mappa topografica della Croazia 1:25000, su preglednik.arkod.hr.
- Carta di cabottaggio del mare Adriatico[collegamento interrotto], foglio III, Milano, Istituto geografico militare, 1822-1824. URL consultato il 22 marzo 2017.